# Nedreselet (Töre socken, Norrbotten)
Nedreselet är en sjö i Kalix kommun i Norrbotten och ingår i Töreälvens huvudavrinningsområde. Sjön har en area på 0,0657 kvadratkilometer och ligger 48,7 meter över havet. Sjön avvattnas av vattendraget Töreälven (Tallån).

## Delavrinningsområde
Nedreselet ingår i det delavrinningsområde (734360-180626) som SMHI kallar för Ovan Kvarnbäcken. Medelhöjden är 97 meter över havet och ytan är 31,76 kvadratkilometer. Räknas de 15 avrinningsområdena uppströms in blir den ackumulerade arean 331,77 kvadratkilometer. Avrinningsområdets utflöde Töreälven (Tallån) mynnar i havet. Avrinningsområdet består mestadels av skog (84 procent). Avrinningsområdet har 0,12 kvadratkilometer vattenytor vilket ger det en sjöprocent på 0,4 procent.